# ماتيو كارارا
ماتيو كارارا (بالإيطالية: Matteo Carrara)‏ ولد بتاريخ 25 مارس 1979 في إيطاليا، هو دراج إيطالي سابق في صنف سباق الدراجات على الطريق.

## روابط خارجية
- ماتيو كارارا على موقع الاتحاد الدولي للدراجات (الإنجليزية)
- ماتيو كارارا على موقع أرشيف الدراجات (الإنجليزية)
- ماتيو كارارا على موقع إحصائيات الدراجات الإحترافية (الإنجليزية)
- ماتيو كارارا على موقع نسبة الدراجات (الإنجليزية)
- ماتيو كارارا على موقع CycleBase (الإنجليزية)